# Antonio Palao y Marco
Antonio Palao y Marco (Yecla, 19 de febrero de 1824 - Zaragoza, 15 de octubre de 1886) fue un escultor y artista español que la mayor parte de su vida trabajó en Aragón, siendo incluso director de obras de la Basílica del Pilar, donde labró varias capillas. Fue también el padre de Carlos Palao.

## Biografía
Nació en Yecla (actual Región de Murcia) y estudió bellas artes en Valencia y más tarde en Madrid, donde tuvo por profesor a José Piquer, quien le influenciaría mucho en su obra posterior. La obra de talante barroco y neoclásico de Piquer contribuyó decisivamente a forjar el mundo laboral de Palao, quien trabajó en lugares tan distintos como Guetaria —donde labró una estatua de Juan Sebastián Elcano— y Murcia, en la que se vio envuelto en las obras del retablo de la Catedral.
Pero la mayor parte de su trabajo lo desempeñó en Aragón, donde trabajó en varias iglesias zaragozanas y finalmente en las obras de El Pilar. En esta última destacan sus retablos para las capillas de Santa Ana (Santa Ana con la Virgen, 1852), San Pedro Arbués (Pedro Arbués en gloria, 1873) y San Joaquín con la Virgen Niña, donde colaboró con Mariano Pescador.
También en Zaragoza diseñó la estatua de Ramón Pignatelli, que adornaría la plaza homónima y la imagen de "La Piedad" 1871 que procesiona desde 1937 en Semana Santa la Cofradía de Nuestra Señora de la Piedad y del Santo Sepulcro y las esculturas para la nueva sede de la Diputación Provincial de Zaragoza, de las que sólo se conservan los medallones de los reyes de Aragón.
Por la calidad de sus trabajos se le comparó con Francisco Salzillo.
|                                                       |
| Escultura en la iglesia de San Miguel de Los Navarros |

|                                                                          |
| Monumento a Ramón Pignatelli situado en el Parque Pignatelli de Zaragoza |

|                                                                                         |
| Medallón de Jaime I realizado por Antonio Palao en la Diputación Provincial de Zaragoza |

|                                                                                  |
| Estatua de Santiago en la capilla homónima de la Basílica del Pilar de Zaragoza. |